# Cerros volcánicos de Cañamares
Los cerros volcánicos de Cañamares son una alineación de afloramientos de andesitas volcánicas del Pérmico ubicados en la provincia de Guadalajara (Castilla-La Mancha, España). Conforman un espacio natural incluido en la Red Natura 2000 (código LIC - ES424008), como Lugar de Importancia Comunitaria (LIC), alcanza una extensión total de 770 ha, distribuidas en 173,68 ha en Miedes de Atienza y 173,68 ha en Cañamares y Tordelloso en el ayuntamiento de La Miñosa.

## Descripción
Constituyen uno de los afloramientos más importantes de rocas volcánicas pérmicas de la península. Se distinguen, al menos, dos episodios volcánicos: uno primero correspondiente a flujos de andesitas y otro posterior con piroclastos y cenizas, separados por un tramo sedimentario de conglomerados, areniscas y lutitas de origen fluvial.

### Peculiaridades de la flora asociada
Los andesitas meteorizadas constituyen además el hábitat de una población del geranio de El Paular o erodio de Cañamares (Erodium paularense), a gran distancia de su área de distribución en el Valle del Paular (Comunidad de Madrid).
En la zona existen cinco poblaciones de Erodium paularense, tanto en barranco como en cerros rocosos, encontrándose equilibrada, en cuanto a la edad de las plantas, si bien se han descubierto dificultades de regeneración.
La población aparece en una comunidad híbrida de difícil asignación fitosociológica, lo que se atribuye a la singular litología, siendo acompañada de los siguientes sintaxones:
- Vegetación rupícola silicícola.
- Vegetación silicícola de grietas terrosas.
- Tomillar silicícola.
- Tomillar:pradera calcícola de suelos crioturbados.
- Majadales silicícolas.
La población se encuentra en un barranco de pendiente pronunciada, sobre el que existe una carretera. Posibles ampliaciones de esta o el vertido de escombros desde la misma podrían tener efectos negativos sobre el hábitat. Por otra parte las andesitas, están siendo explotadas en un afloramiento próximo.